# Michael Czerny
Michael Czerny SJ (ur. 18 lipca 1946 w Brnie) – kanadyjski duchowny rzymskokatolicki, jezuita, doktor nauk interdyscyplinarnych, arcybiskup, podsekretarz Dykasterii ds. Integralnego Rozwoju Człowieka w latach 2017–2021, kardynał diakon od 2019, p.o. prefekta Dykasterii ds. Integralnego Rozwoju Człowieka  w latach 2021–2022, prefekt Dykasterii ds. Integralnego Rozwoju Człowieka od 2022.

## Życiorys
Urodził się w 18 lipca 1946, w Brnie na Morawach. Jego matka była żydówką, która przyjęła wiarę katolicką. Mając dwa lata, w 1948, razem z rodziną wyemigrował do Kanady. W 1963 wstąpił do zakonu jezuitów. 9 czerwca 1973 otrzymał święcenia kapłańskie z rąk Thomasa Fultona, biskupa pomocniczego Toronto. W 1978 uzyskał doktorat z nauk interdyscyplinarnych na Uniwersytecie Chicagowskim.
W latach 1979–1989 był dyrektorem założonego przez siebie Jezuickiego Centrum ds. Wiary i Sprawiedliwości Społecznej w Toronto. W 1991 przeniósł się do Salwadoru, gdzie po morderstwach jezuitów podczas wojny domowej został wicerektorem Uniwersytetu Środkowoamerykańskiego, jednocześnie pełniąc funkcję dyrektora jego Instytutu ds. Praw człowieka. W latach 1992–2002 był Sekretarzem ds. Sprawiedliwości społecznej w kurii zakonu jezuitów, jednocześnie wprowadzając w państwach afrykańskich program dotyczący walki z HIV i AIDS (African Jesuit AIDS Network, AJAN). Od 2005 roku był wykładowcą na Katolickim Uniwersytecie Afryki Zachodniej w Nairobi. W 2009 papież Benedykt XVI mianował go audytorem II Specjalnego Zgromadzenia Synodu Biskupów poświęconemu Afryce.
W 2010 papież Benedykt XVI mianował go konsultorem Papieskiej Rady Iustitia et Pax. 14 grudnia 2016 papież Franciszek mianował go podsekretarzem Dykasterii ds. Integralnego Rozwoju Człowieka. Decyzja weszła w życie 1 stycznia 2017.
1 września 2019 podczas modlitwy Anioł Pański papież Franciszek ogłosił, że mianował go kardynałem. 23 września 2019 został prekonizowany arcybiskupem tytularnym Beneventum. Święcenia biskupie otrzymał 4 października 2019 w bazylice św. Piotra w Rzymie. Głównym konsekratorem był papież Franciszek, a współkonsekratorami kardynałowie Pietro Parolin, sekretarz stanu Stolicy Apostolskiej, i Peter Turkson, prefekt Dykasterii ds. Integralnego Rozwoju Człowieka. Jako dewizę biskupią wybrał słowo „Suscipe” (Przyjmij). 5 października 2019 na konsystorzu w bazylice św. Piotra papież Franciszek kreował go kardynałem diakonem, a jako kościół tytularny nadał mu kościół św. Michała Archanioła.
21 lutego 2020 został mianowany członkiem Kongregacji ds. Ewangelizacji Narodów, 8 lipca 2020 członkiem Papieskiej Rady ds. Dialogu Międzyreligijnego, w czerwcu 2021 został powołany na członka jury Nagrody Zayeda za Ludzkie Braterstwo.
23 grudnia 2021 roku papież Franciszek powierzył kard. Michaelowi Czernemu tymczasowe zarządzanie Dykasterią ds. Integralnego Rozwoju Człowieka. Swoją posługę jako prefekt tej dykasterii rozpoczął 1 stycznia 2022. 23 kwietnia 2022 mianowany prefektem na stałe.
Po rosyjskiej inwazji na Ukrainę, w marcu 2022 roku, papież Franciszek wysłał z pomocą humanitarną na Ukrainę kardynała Michaela Czerny’ego oraz jałmużnika papieskiego, kardynała Konrada Krajewskiego. Misja, która obejmowała kilka podróży, została uznana za niezwykłe posunięcie dyplomacji watykańskiej. Brał udział w konklawe 2025, które wybrało papieża Leona XIV.